# 베드 (영화)
"베드"(영어: B-E-D)는 2013년 개봉한 대한민국의 영화이다. 권지예의 소설집 '퍼즐'중 소설 'BED'가 원작이다.

## 캐스팅
- 장혁진 : B 역
- 이민아 : E 역
- 김나미 : D 역
- 노유나 : 딸 역
- 이성욱 : A/S직원 역
- 윤성원 : 택배원 역
- 이형식 : 택배기사 역
- 이성희 : 택배기사 역
- 이지은 : 넥타이녀 역
- 김성영 : 미희 역
- 우지순 : 지순 역
- 배성호 : 거울 남 역
- 최임수 : 성경 남 역
- 이하나 : 약사
- 채민석 : 맞선 남 역
- 배장수 : E의 남편 역 (특별출연)
- 김화란 : 의사 역 (특별출연)
- 이순규 : 중년 여자 역 (특별출연)